# Marthe Dupuy
Marthe Dupuy (Blois, 15 de abril de 1871 - París, 26 de mayo de 1958) es una escritora francesa.

## Biografía
Marthe Dupuy es una escritora del siglo XIX que empieza a escribir desde muy joven. Gracias a la inspiración que le causaba el pueblo en el que se crio,Dupuy empieza a escribir sus primeras obras donde podemos observar esa tranquilidad que le propiciaba el lugar donde nació. Marthe Dupuy gracias a la estructura de sus veros y de su poesía va a pertenecer al parnasianismo.
Con su obra idilio en flor consigue en 1904 el Premio Sully-Prudhomme. En esta obra encontramos paisajes descritos como si de un locus amoenus se tratase mezclado con un punto de vista más moderno. En sus obras no solo vemos la felicidad de manera de manera idealizada, sino que también vemos el amor a través del sufrimiento.
A lo largo de sus obras veremos una evolución en la manera de escribir y de pensar de la autora. En 1906 publica La voluptuosidad del sufrimiento,donde veremos a una autora más alejada del idilio y más cerca de una poesía desgarradora. En estas últimas obras de su vida vemos una autora que expone su sufrimiento y su dolor, y que es comparada con la idea concebida de la poesía de Marceline Desbords-Valmores.
En 1951 recibe el premio Saint-Cricq-Theis de la Academia Francesa en por Du fond des abîmes 

## Obras
- El idilio en flor. Ollendorff, 1905
- El placer del sufrimiento. El tiempo de prueba. Hacia la vida a través de los sueños. Alphonse Lemerre 1906
- Jeanne d'Arc, poema André Lesot, 1931[2]
- Lao-Chi-Hien El barco mandarín . Prólogo de Marthe Dupuy; enfermo. por Tcheng y Meszlenyi. Ed. des Presses du temps PRESENT, 1948
- Desde el fondo del abismo. . . Heugel (Chauny   : impr. por A. Baticle), 1950
- François Van der Wal La lengua francesa y su relación con los lazos culturales internacionales de Francia. Prefacio de Marthe Dupuy Edition   : S. lnd, 1955 ( datos BNF )

## Un poema
Lorsqu'on aura baissé ma dolente paupière,

Tu commenceras à m'aimer.

D'une voix grave ainsi qu'une oraison dernière

Tu chercheras à ranimer

Ma bouche sans sourire, et mon front sans pensée

Émacié par les douleurs.

Mais il sera trop tard. Impassible et glacée

Je dormirai, parmi les fleurs ;

Et l'air sera très doux, et ce sera très triste.

Tu caresseras mes cheveux,

Près de la tempe, avec un linge de batiste,

En me murmurant des aveux.

Et puis l'on te dira: « Retirez-vous, c'est l'heure

Où le prêtre va la bénir, »

Alors tu crieras « Non Pas encore ! Demeure,

Ô toi que j'ai tant fait souffrir

Réponds-moi, mon enfant, n'est-ce pas que tu dors »

Et mes lèvres resteront closes ; 

Et tu t'éloigneras, courbé par le remords,

Et je m'en irai sur les roses.